# ティーン・ウルフ
『ティーン・ウルフ』（Teen Wolf）は、1985年にアトランティック・リリーシング・コーポレーションによって公開された、アメリカ合衆国のコメディ映画。監督はロッド・ダニエル、脚本はジェフ・ローブとマシュー・ワイズマンである。
この映画は、マイケル・J・フォックス演じる高校生スコット・ハワードが狼男に変身してしまったことによって、自分の家系に特異なものがあることに気づく内容となっている。
2011年から2017年にかけてMTVで放送されたテレビドラマ『ティーン・ウルフ』は本作品にもとづいているが、内容は異なっている。

## キャスト
※括弧内は日本語吹替
- スコット・ハワード - マイケル・J・フォックス（三ツ矢雄二）
- ブーフ - スーザン・アルシッティ（冨永みーな）
- ハロルド・ハワード - ジェームズ・ハンプトン（阪脩）
- スタイルズ - ジェリー・レヴィン（井上和彦）
- ルイス - マット・アドラー（中原茂）
- パメラ - ロリー・グリフィン（藤田淑子）
- ソーン教頭 - ジム・マックレル（池田勝）
- ミック - マーク・アーノルド（石丸博也）
- コーチ - ジェイ・ターセス（嶋俊介）
- チャビー - マーク・ホルトン（安西正弘）
- ブラッド - ダグ・サヴァント（山寺宏一）
- カーク・ローリー - スコット・ポーリン（千田光男）
- ティナ - エリザベス・ゴーシー（鷹森淑乃）
- ロンダ - リンダ・ウィエスメアー（小林優子）
- 酒屋の店主 - ハーヴェイ・ヴァーノン（藤本譲）
- ホイト教師 - クレア・ペック（有馬瑞香）
- 英語教師 - グレゴリー・イッツェン（仲木隆司）
- 科学教師 - ドリス・ヘス（片岡富枝）
- 用務員 - ロドニー・カゲヤマ（福田信昭）
- ドラゴンズのコーチ - トロイ・エヴァンス（仲木隆司）
- 犬笛の少年 - カール・スティーヴン（羽村京子）
- ブレーデン - ミーガン・タンディ（竹村知美）

## 備考
- スコットの父親が彼に "With great power comes greater responsibility" と言ったセリフはスパイダーマンからの引用で、この映画の脚本家のジェフ・ローブが漫画好きで、他の漫画の原作者だからである。
- スコットがブーフと一緒に歩いていた通りは、『バック・トゥ・ザ・フューチャー』でマーティが祖父の車にはねられた通りと同じ場所である。

### この作品へのパロディ・ギャグ
- テレビアニメシリーズ『クローン・ハイ』に狼男のバスケットプレーヤーが出てくる。
- テレビ映画Totally Awesomeには、ほかの1980年代の映画とともにこの映画のパロディがある。
- ザ・シンプソンズの第11シーズンのエピソード「衝撃映像! ザ・シンプソンズの内幕」には、オフカメラでバートが全員の手を挙げさせ、制作を遅らせる場面がある。その際バートは自分のエージェントに"Fine, I'll do Teen Wolf 3, but only because I have fair-weather friends to feed."と電話した。
- イギリスのスケッチ・コメディー番組『Bo' Selecta!』において、登場人物であるAvid Merrionが狼男としてのスコットと、試合中にしばしば会場をおむつだらけにしてしまうバスケットチームの一員を演じることになっていた。その番組が打ち切りになったと伝えられた際、Avid Merrionが"But we've done this really elaborate Teen Wolf sketch! It's really self-indulgent, we've got nappies on and everything!"と発言した[3]。なお、おむつは番組内でギャグとして使用されており、初期の回では『ハッピーデイズ』の登場人物が履いていたこともあった[4]。
- X-Playのハロウィンエピソードでは、人を殺す狼男と、エレキギターとバスケットボールをたしなむ狼男のことが描かれた。なお、この映画をネタにしていると思われるのは後者のほうである。
- 2006年、フラッシュアニメ『Homestarrunner.com』のハロウィンエピソードでホームスター・ランナーがティーン・ウルフの仮装をした。
- 映画『40歳の童貞男』において、アンディ（スティーヴ・カレル）がジェイ（ロマニー・マルコ）に秘密を打ちあけ、自分がかっこよく見えるかどうか尋ねた。ジェイはかっこいいと答え、健康面での助言をし、 "...that whole Teen Wolf thing, that has to go"と言って、胸にワックスを塗るべきだと悲しそうに言った。
- テレビドラマ『The O.C.』の第3シーズンのエピソード『アフターマス(原題：The Aftermath)』で、ライアン・アトウッドとセス・コーエンがこの映画のDVDを見ている場面がある。セスは、『I know Teen Wolf isn't supposed to be a realistic movie...but I still don't see how becoming a wolf can make you a better basketball player.』と発言した。
- マンデー・ナイト・ロウのある回にて、言語誤用癖のあるWWEのスーパースター、アンソニー・カレッリが「マイケル・J・フォックスは狼男になるために過去に戻ったんじゃないんだ」と発言しているが、これは、どちらもフォックス主演である『ティーン・ウルフ』と『バック・トゥ・ザ・フューチャー』を混同したためである。